# Hexatoma longistyla
Hexatoma longistyla är en tvåvingeart som först beskrevs av Alexander 1913.  Hexatoma longistyla ingår i släktet Hexatoma och familjen småharkrankar.
Artens utbredningsområde är Guyana. Inga underarter finns listade i Catalogue of Life.